# بلونویله
بلونویله (به فرانسوی: Blonville-sur-Mer) یک کمون (فرانسه) در فرانسه است که در canton of Trouville-sur-Mer واقع شده‌است. بلونویله ۶٫۸ کیلومتر مربع مساحت دارد ۱۰۱ متر بالاتر از سطح دریا واقع شده‌است.